# Cap d'Anaga
El cap d'Anaga és la punta nord-est de l'illa de Tenerife, i està situat a l'extrem nord-oriental de la península d'Anaga, formada principalment pel massís d'Anaga el qual queda inclòs gairebé tot en el Parc rural d'Anaga. Culmina a 1020 metres. A la vora del cap hi ha els illots de Roques d'Anaga que es troben a la costa septentrional de l'illa, a poca distància a l'oest del cap.